# Rodrigo Sorogoyen del Amo
Rodrigo Sorogoyen del Amo (Madrid, 16 de setembre de 1981) és un director de cinema i guionista espanyol, guardonat amb els premis Goya 2019 a millor director i al millor guió original -compartit amb Isabel Peña- per la pel·lícula El Reino (2018), que va guanyar set Premis Goya i cinc premis Feroz. Les seves pel·lícules Stockholm (2013) i Que Dios nos perdone (2016) han tingut també un gran reconeixement per part de la crítica i del públic. L'any 2019, va presentar Madre, la seva sisena pel·lícula.
L’any 2022 estrena el seu setè llargmetratge, As bestas, pel·lícula que va obtenir 9 dels 17 premis als que optava en la 37a edició dels Premis Goya: millor pel·lícula, millor direcció (Rodrigo Sorogoyen), millor actor (Denis Ménochet), millor actor de repartiment (Luis Zahera), millor guió original (Rodrigo Sorogoyen i Isabel Peña), millor música original (Olivier Arson), millor so (Aitor Berenguer, Fabiola Ordoyo i Yasmina Praderas), millor direcció de fotografia (Alejandro de Pablo) i millor muntatge (Alberto del Campo).

## Biografia
Nascut a Madrid el 16 de setembre de 1981, Rodrigo «Ruy» Sorogoyen del Amo, és net del director de cinema Antonio del Amo Algara. Es va llicenciar en Història per la Universitat Complutense de Madrid. El 2001, va estudiar Guió Cinematogràfic a l'Escola de Cinema Septima Ars de Madrid. El 2004, es va matricular a l'Escola de Cinematografia de la Comunitat de Madrid (ECAM) i va començar els seus primers treballs com a guionista de ficció en sèries conegudes com a Impares, La Pecera de Eva i Frágiles.

### Inicis
El 2008 va codirigir la pel·lícula 8 citas, en col·laboració amb Peris Romano. La cinta, rodada a Madrid, és una comèdia romàntica a través de vuit històries. Destaca pel treball d'intèrprets com Fernando Tejero, Belén Rueda, Verónica Echegui, Jordi Vilches, Raúl Arévalo, Ana Wagener, Miguel Ángel Solá i Arturo Valls. Va ser presentada al Festival de Cinema de Màlaga, on va tenir una favorable recepció. El 2010, al costat de tres companys de l'ECAM, va fundar la productora Caballo Films.

### Direcció

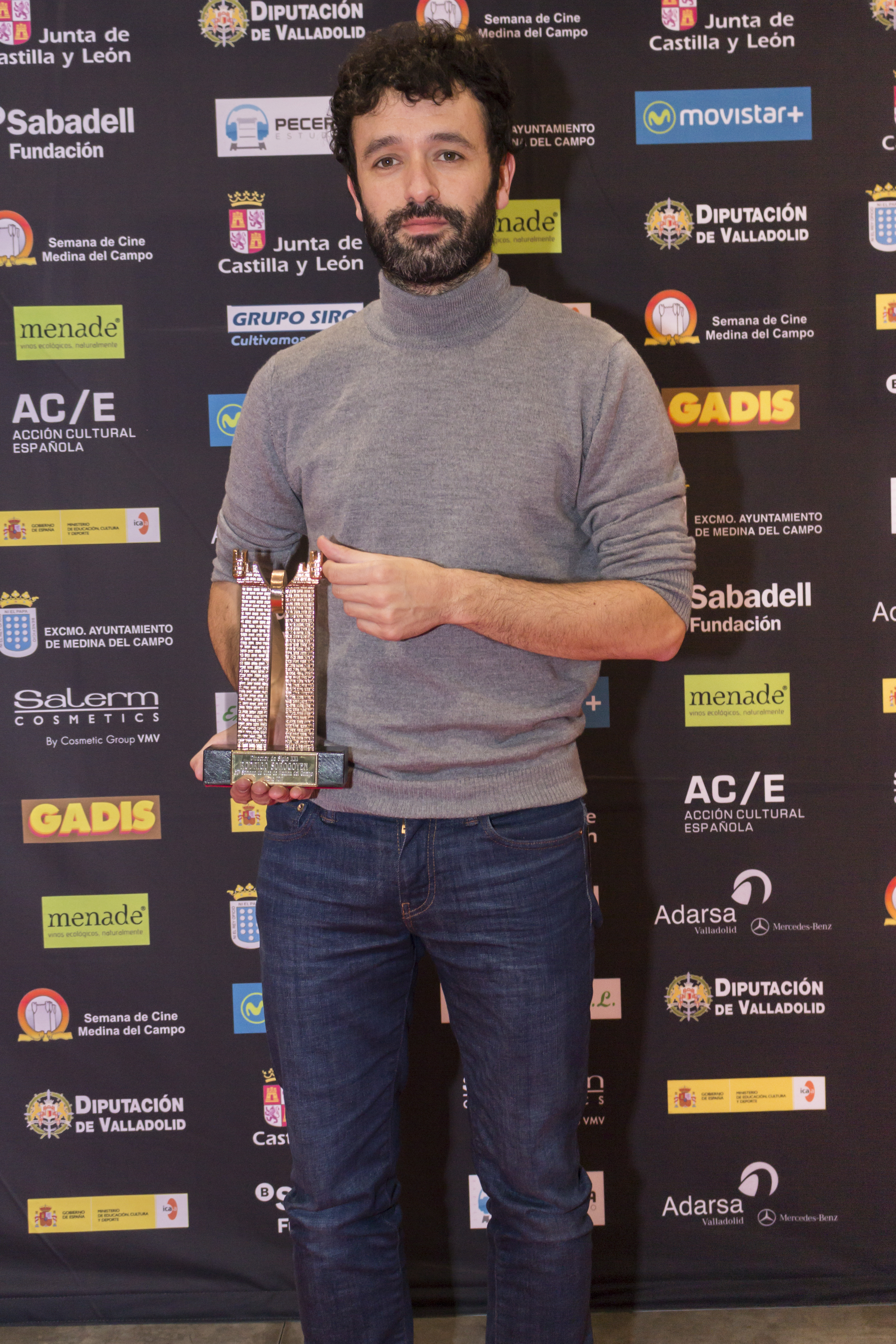
Sorogoyen en la 30a Setmana de Cinema de Medina del Campo

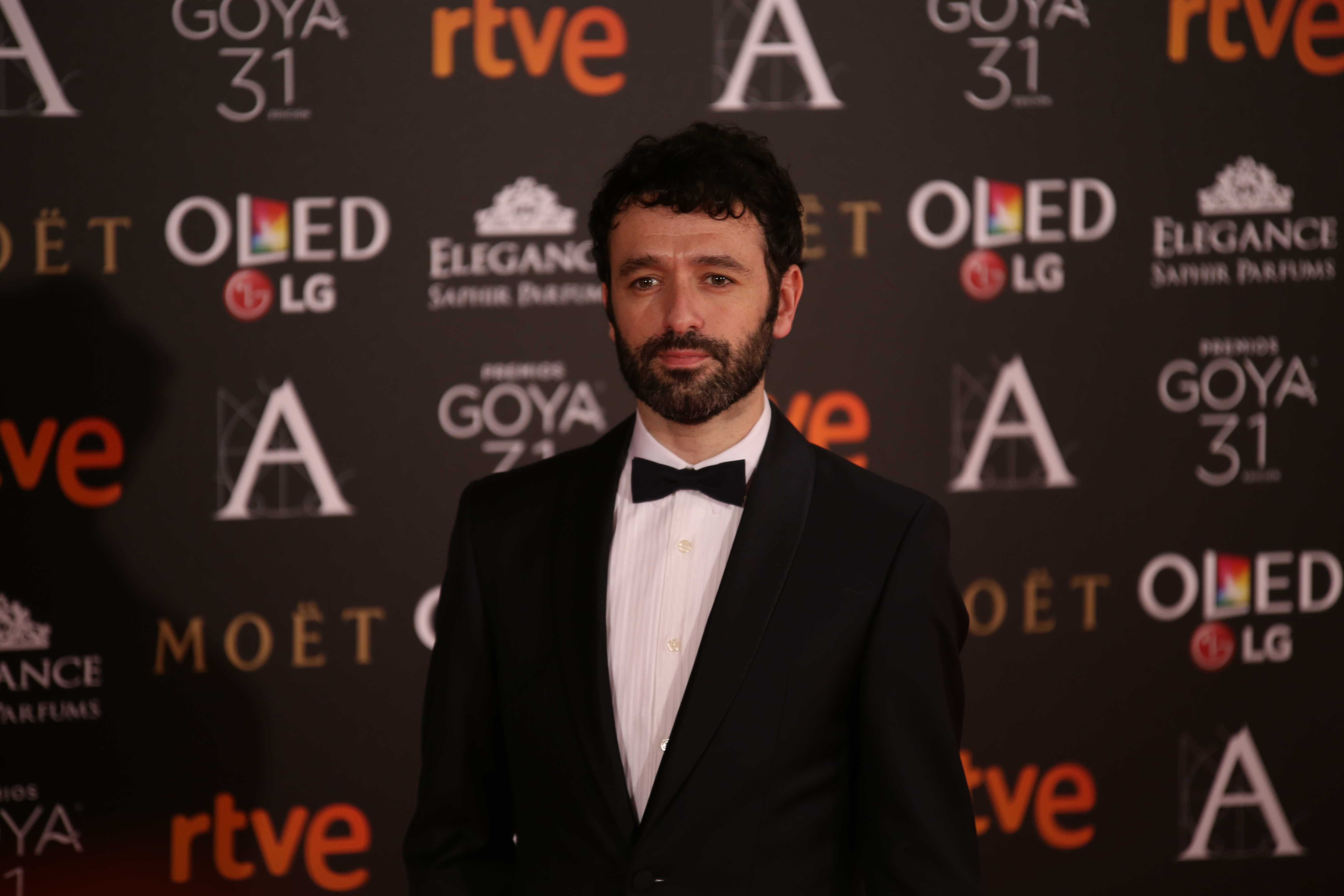
Sorogoyen als Premis Goya 2017

El 2013 es va estrenar Stockholm, amb guió d'Isabel Peña i Sorogoyen. Es tracta d'una història quotidiana amb voluntat hiperrealista. Finançada per mitjà de micromecenatge, la pel·lícula va tenir un pressupost de 60.000 euros. La cinta, protagonitzada per Aura Garrido i Javier Pereira, va ser guardonada amb tres Bisnagues de Plata al Festival de Cinema de Màlaga. A més, va obtenir una menció especial, el premi Signis a la millor pel·lícula i el premi del Jurat Jove també a la millor pel·lícula. Sorogoyen va obtenir el guardó al millor director i el premi al millor guió novell, al costat de la coguionista Isabel Peña. Un dels seus protagonistes, Javier Pereira, va rebre el Goya al millor actor revelació.
La pel·lícula Que Dios nos perdone (2016), amb guió d'Isabel Peña i Sorogoyen, va comptar amb actors com Antonio de la Torre, Roberto Álamo i Javier Pereira.
El gener de 2019, amb El reino, sobre la corrupció endèmica a l'Estat espanyol, va ser el gran vencedor dels premis Feroç 2019. La pel·lícula va aconseguir cinc de les 10 estatuetes a les quals optava: millor pel·lícula dramàtica, millor director, millor actor protagonista (Antonio de la Torre), millor actor de repartiment (Luis Zahera) i millor guió amb Isabel Peña.

## Filmografia
- 2022: As bestas
- 2019: Madre[11]
- 2018: El reino
- 2017: Madre (curtmetratge)
- 2016: Que Dios nos perdone
- 2013: Stockholm
- 2008: 8 citas

### Sèries i telefilms
- 2021: Historias para no dormir (1 episodi)
- 2020: Antidisturbios[12]
- 2015: Rabia (episodi "La caza")
- 2014: El iluso (curtmetratge)
- 2013: Frágiles (13 episodis)
- 2011: Vida loca (6 episodis)
- 2010-2011: Impares Premium (10 episodis)
- 2010-2011: La pecera de Eva (221 episodis)
- 2008-2010: Impares (43 episodis)